# Blind Willie Johnson
Blind Willie Johnson, född 22 januari 1897 i Pendleton i Texas, död 20 september 1945 i Beaumont i Texas, var en amerikansk bluessångare och gitarrist. Han blev inte minst känd för sin skicklighet att spela slide.
Johnson blev blind som barn. Hans styvmor ska efter ett gräl med hans far slängt lut i ansiktet på den sjuårige Willie, vilket gjorde honom blind. Han kom att försörja sig som gatumusiker, en av få försörjningsmöjligheter öppna för en blind man. Han var starkt religiös, hans musik har starka inslag av gospel och spirituals och han blandade sina framträdanden med predikningar. 
1927 gifte han sig med en sångerska vid namn Angeline som han uppträdde tillsammans med. Enligt Angeline Johnson avled han i lunginflammation 1945, detta efter att hans hem några veckor tidigare brunnit ner och han, eftersom han inte haft någon annanstans att ta vägen, bott kvar i ruinerna. Enligt dödsbeviset dog Johnson av malaria där bidragande faktorer var syfilis och blindhet.
Johnson spelade mellan 1927 och 1930 in 30 sånger för Columbia. Till de mer kända hör "Jesus Make up My Dying ", "God Don't Never Change", "Dark Was the Night, Cold Was the Ground", "Soul of a Man" och "It's Nobody's Fault but Mine" . Flera av dessa sånger har senare även spelats in av artister som Bob Dylan, Eric Clapton, Ry Cooder, Led Zeppelin, Peter, Paul and Mary och Tom Waits.
Inspelningen "Dark was the night, Cold was the ground" av Blind Willie Johnson, finns med på en av guldskivorna som sändes ut i universum i samband med Voyager programmet.
Voyager Golden Record är de två grammofonskivor som skickades ut i rymden med Nasas två rymdsonder Voyager 1 och Voyager 2 år 1977.